# Chikkamavathur, Kunigal
Chikkamavathur là một làng thuộc tehsil Kunigal, huyện Tumkur, bang Karnataka, Ấn Độ.